# نوک بندک براهویی
نوک بندک براهویی، روستایی از توابع بخش کورین شهرستان زاهدان در استان سیستان و بلوچستان ایران است.

## جمعیت
این روستا در دهستان کورین قرار دارد و براساس سرشماری مرکز آمار ایران در سال ۱۳۸۵، جمعیت آن ۳۱ نفر (۷خانوار) بوده‌است.